# Психопатологический симптом
Психопатологи́ческий симпто́м (от др.-греч. σύμπτομα «случай, совпадение, признак») — характерное проявление или внешний признак какого-либо расстройства психической деятельности (например, расстройства сознания, внимания, воли или влечений, восприятия, мышления, интеллекта, памяти, эмоций, либо признак двигательного расстройства). Проявления, признаки психических функциональных или органических нарушений и заболеваний, свидетельствующие об изменении обычного или нормального функционирования организма. Психопатологические симптомы устанавливаются врачом-психиатром при исследовании пациента и используются для постановки диагноза конкретного психического расстройства. Совокупность таких симптомов, объединённых единым патогенезом, называется психопатологическим синдромом. При различных психических расстройствах в клинической картине присутствуют разные виды симптомов, дифференциация которых необходима для более точной диагностики расстройства. Психиатрическая семиотика, или симптоматология, — медицинская наука о таких признаках и симптомах.

## Виды симптомов
Английским неврологом Хьюлингсом Джексоном (1835—1911) было описано «послойное» построение психической деятельности и двойной эффект поражений мозга: «негативные» проявления вследствие непосредственного эффекта поражения и «позитивные» в виде вторичных феноменов. Идеи Хьюлингса оказали влияние на психиатрию и описательную психопатологию и стали традицией в классификации симптомов.
Продуктивные симптомы («позитивные» или «плюс-симптомы») — неспецифическая реакция неповреждённых слоёв нервной системы на причину расстройства. Представляют собой качественно новые признаки, не имевшиеся до заболевания. Примерами могут служить бред, галлюцинации, психомоторное возбуждение, кататонические состояния, расстройства настроения (депрессивные или маниакальные состояния) и нарушение стройности мышления.
Несмотря на то, что данные симптомы неспецифичны проявлениям дизонтогенеза, их длительное воздействие может привести к формированию одной из его форм.
Негативные симптомы («дефицитарные» или «минус-симптомы») — проявления самого́ патологического процесса, связанные с этиологическим фактором. Характеризуются как явление «выпадения» в психической деятельности. К ним относятся: снижение энергетического потенциала и апатия, бедность речи, ухудшение процессов мышления, памяти, интеллектуальной деятельности, асоциальность, социальная изоляция.
В процессе диагностики детей часто встает задача отграничения негативных симптомов от явлений дизонтогенеза, так как иногда «выпадение» той или иной функции может быть следствием нарушения её развития. Например, негативные расстройства при ранней детской шизофрении, которая сама говорит о неравномерности развития психических функций.
Помимо этого, симптомы делят на функциональные и органические, сенестопатические и эффекторные, неблагоприятные и благоприятные.
По Снежневскому, развитие психического расстройства сопровождается увеличением количества симптомов, изменениями в их взаимоотношениях и возникновением новых психопатологических симптомов.

## Классификация симптомов
Ниже представлены основные и самые важные группы психопатологических симптомов:
- Симптомы кататонических расстройств:
  - Симптом капюшона
  - Негативизм
  - Симптом воздушной подушки
  - Симптом Павлова
  - Мутизм
  - Стереотипия
- Эхо-симптомы:
  - Эхопраксия
  - Эхолалия
- Симптомы расстройства воли:
  - Абулия
  - Парабулия
  - Гипобулия
  - Гипербулия
- Симптомы расстройств восприятия:
  - Галлюцинация
  - Слуховая галлюцинация
  - Метаморфопсия
- Симптомы расстройств мышления:
  - Бред
  - Сверхценная идея
  - Бредоподобная идея
  - Персеверация
  - Патологическая обстоятельность
- Симптомы расстройств эмоций:
  - Уплощённый аффект
  - Гипотимия
  - Гипертимия
  - Экзальтация
  - Эйфория
  - Дисфория
- Симптомы расстройств памяти:
  - Амнезия
    - Антероградная амнезия
    - Ретроградная амнезия
    - Фиксационная амнезия

  - Конфабуляция
  - Парамнезия
  - Криптомнезия
- Симптомы, типичные для расстройств шизофренического спектра и бредовых расстройств:
  - Симптом аутизма
  - Симптом передачи (открытости) мыслей
  - Псевдогаллюцинация
  - Симптом эха мыслей
  - Симптом вкладывания мыслей
  - Симптом отнятия мыслей
  - Симптом блокировки мыслей
  - Речевая бессвязность
  - Шизофазия

## Психопатологические симптомы в детской психиатрии
При работе с детьми необходимая чёткая дифференциация психопатологических симптомов, чтобы отличать симптомы дизонтогенеза и симптомы психического расстройства.
Возрастные симптомы являются патологически искажёнными и гротескными проявлениями нормального возрастного развития. Данные симптомы являются специфичными больше для возраста, чем для самого заболевания, и могут проявляться при различных психических патологиях: детском типе шизофрении, органических поражениях мозга, невротических состояниях.
В каждом возрастном периоде имеются свои специфические для данного этапа возрастные симптомы, которые обусловлены онтогенетическим уровнем реагирования организма на вредности.
Российский детский психиатр, профессор и д. м. н. В. В. Ковалёв (1979) выделил 4 уровня нервно-психического реагирования у детей и свойственные им возрастные симптомы:
- Сомато-вегетативный (0—3 года) — повышенная возбудимость, нарушения в работе желудочно-кишечного тракта, расстройство сна, аппетита, навыков опрятности, страхи.
- Психомоторный уровень (4—10 лет) — преобладают гипердинамические расстройства: тики, заикание, двигательная расторможённость, страхи.
- Аффективный уровень (7—12 лет) — страхи, аффективная неустойчивость, дромомания, негативизм и агрессия. На данном этапе повышается риск развития психогений. Это обусловлено началом формирования самосознания у подростка.
- Эмоционально-идеаторный (12—16 лет) — преобладают сверхценные идеи и интересы («метафизическая интоксикация»), психогенные реакции в виде эмансипации, протеста, а также идеи мнимого уродства (синдром анорексии, дисморфофобия), страхи.

Однако данные возрастные симптомы могут сочетаться, то есть на последующем этапе развития могут проявляться симптомы, присущие предыдущему уровню нервно-психического реагирования.